# Ях'я Хан
Ях'я Хан, Ага Мухаммед Ях'я Хан (1917, Пешавар, Британська Індія — 1980, Ісламабад, Пакистан) — пакистанський військовий і державний діяч.
Закінчив Пенджабський університет у Лахорі. Із 1938 перебував на військовій службі. У роки Другої світової війни воював в експедиційному корпусі Британської Індії в Лівії та Італії. 1946 продовжив освіту в Штабному коледжі Кветти. У 1966 був призначений головнокомандувачем пакистанської армії, йому було присвоєно звання генерала.
25 березня 1969 отримав президентські повноваження від Айюб Хана й запровадив надзвичайний стан, відмінивши конституцію країни. У своїй заяві Ях'я Хан оголосив, що він виступає за створення умов для вільних виборів, що забезпечить передачу влади військовими цивільним.
Були порушені кримінальні справи щодо деяких керівників старої влади, які викликали незадоволення в народу. Ях'я Хан, скасувавши існуючий з 1955 адміністративний поділ, поділив країну на дві зони (Західний і Східний Пакистан), для кожної з яких передбачено окремий шлях виходу з кризи. Проте це викликало багато нарікань. Для стабілізації обстановки президент здійснив заходи по підвищенню зарплат, що одразу ж привело до інфляції та стрімкого зростання цін.
З грудня 1971 почалася чергова третя індо-пакистанська війна. Індійські війська вже 16 грудня захопили Дакку у Східному Пакистані, що привело до капітуляції пакистанських військ на території Східної Бенгалії. Ях'я Хан змушений був 20 грудня 1971 піти у відставку.